# 30 يوما من الليل: أيام الظلام
30 يوماً من الليل: أيام الظلام (بالإنجليزية: 30 Days of Night: Dark Days)‏، هو فيلم رعب وحركة، تم إنتاجه في الولايات المتحدة، وصدر سنة ،2010 بطولة كيلي سانشيز وديورا بايرد وريس كويرو، وهو الجزء الثاني من سلسلة أفلام الرعب «30 يوم من الليل».

## القصة
بعد مرور عام على فناء سكان مدينة بارو المنعزلة على أيدي مصاصي الدماء خلال الليل القطبي الذي يستمر لثلاثين يوما كاملا، تترك ستيلا المدينة وترحل حزنا على وفاة زوجها إيبن.
تقضي ستيلا عدة أشهر تتنقل بين دول العالم، محاولة إقناع الناس بتواجد مصاصي الدماء، لكن أحدا لا يصدق حكايتها، ويقابلونها بالسخرية والاستهزاء.
وعندما توشك على اليأس، تظهر الفرصة بغتة لستيلا، متمثلة في مجموعة تعرض عليها المشاركة في تحدي هدفه الانتقام من ليليث ملكة مصاصي الدماء، المسؤولة الرئيسية عما حدث لإيبن.
وبالفعل تبدأ ستيلا مع المجموعة أكبر مخاطرة في حياتها، من أجل حماية العالم من تكرار ظهور الشر من جديد.

## وصلات خارجية
- 30 يوما من الليل: أيام الظلام على موقع IMDb (الإنجليزية)
- 30 يوما من الليل: أيام الظلام على موقع ميتاكريتيك (الإنجليزية)
- 30 يوما من الليل: أيام الظلام على موقع روتن توميتوز (الإنجليزية)
- 30 يوما من الليل: أيام الظلام على موقع نتفليكس (الإنجليزية)
- 30 يوما من الليل: أيام الظلام على موقع ألو سيني (الفرنسية)
- 30 يوما من الليل: أيام الظلام على موقع أول موفي (الإنجليزية)
- 30 يوما من الليل: أيام الظلام على موقع فيلمافينيتي (الإسبانية)
- 30 يوما من الليل: أيام الظلام على موقع قاعدة بيانات الفيلم (الإنجليزية)
- 30 يوما من الليل: أيام الظلام على موقع ليتربوكسد (الإنجليزية)
- 30 يوما من الليل: أيام الظلام على موقع كينوبويسك (الروسية)